# Droga wojewódzka nr 907
Droga wojewódzka nr 907 (DW907) – droga wojewódzka w zachodniej części województwa śląskiego o długości 57 km łącząca Niewiesze z Wygodą. Droga przebiega przez 4 powiaty: gliwicki (gmina Rudziniec, gmina Toszek, gmina Wielowieś), tarnogórski (gmina Tworóg), lubliniecki (gmina Koszęcin, gmina Boronów), częstochowski (gmina Konopiska).

## Miejscowości leżące przy trasie DW907
- Niewiesze (DK40)
- Słupsko
- Boguszyce
- Toszek (DK94)
- Błażejowice
- Wielowieś (DW901)
- Kieleczka (DW901)
- Tworóg (DK11)
- Brusiek (DW789)
- Koszęcin (DW906)
- Boronów (DW905)
- Leśniaki
- Korzonek
- Konopiska (DW904)
- Wygoda (A1, DW908)